# LIBRA (鹿取洋子のアルバム)
『LIBRA』（リブラ）は、鹿取洋子が1980年12月にポリドール・レコードから発表した唯一のスタジオ・アルバム。2017年12月20日には、日音に保管されていたオリジナルマスターテープからリマスタリングした2017年最新音源に加えて、オリジナルジャケットを再現した紙ジャケット仕様で再発されている。

## 概要
端正な顔立ちとモデルのようなスタイル、都会的な大人びた雰囲気で人気を博した異色アイドル「鹿取洋子」。
「LIBRA」はそんな彼女が、松田聖子、岩崎良美や河合奈保子などのデビュー年に当たる1980年に唯一発表した1stアルバム。
スマッシュヒットを記録したデビュー曲「ゴーイン・バック・トゥ・チャイナ」、日本有線大賞新人賞にノミネートされた「オリエンタル・スピリット」等を含む全10曲。

## 収録曲

### Side A
1. 気になるあいつ – (3:30)
  - 作詞：宗一二三、作曲：梅垣達志、編曲：井上鑑
2. ハートエイク・トゥナイト – (3:58)
  - 作詞：小林和子、作曲：濱田金吾、編曲：萩田光雄、コーラスアレンジ：梅垣達志
3. 癪な夜には – (3:49)
  - 作詞：宗一二三、作曲・編曲：梅垣達志
4. ミスター・シャドウ – (3:45)
  - 作詞：山川啓介、作曲：川口真、編曲：萩田光雄
5. オリエンタル・スピリット – (3:57)
  - 作詞：なかにし礼、作曲：井上忠夫、編曲：井上鑑

### Side B
1. 気分はケセラセラ – (3:49)
  - 作詞：来生えつこ、作曲：南佳孝、編曲：坂本龍一
  - 演奏：YMO、大村憲二
2. ゴーイン・バック・トゥ・チャイナ – (3:09)
  - 作詞：岡田冨美子、作曲：Pim koopman、編曲：井上鑑、コーラスアレンジ：梅垣達志
3. アラビアン・ドリーム – (3:29)
  - 作詞：なかにし礼、作曲：井上忠夫、編曲：
4. 掟 – (3:24)
  - 作詞：なかにし礼、作曲：井上忠夫、編曲：井上鑑
5. サバンナ・サンセット – (5:38)
  - 作詞：なかにし礼、作曲：松下誠、編曲：

### ボーナス・トラック
1. チャンストゥナイト
2. グッドナイト・ドール
3. 奴
4. 恋のバイバイ・ブギ
5. ホックニーのPool
6. どうして欲しいの・・・
7. 思い出を作りながら・・・
8. オリエンタル・スピリット(Inst.with harmony vocal)
9. ゴーイン・バック・トゥ・チャイナ(Alternate rough mix)
10. チャンストゥナイト(Inst.)

## レコーディング・メンバー

### ミュージシャン
- 気になるあいつ
  - Drums：島村英二
  - Electric Bass：長岡道夫
  - Electric Giutar：芳野藤丸
  - Keyboard：富樫春夫
  - Percussion：鳴島英治
  - Acoustic Guitar：吉川忠英
  - Strings：多グループ
- ハートエイク・トゥナイト
  - Drums：市原康
  - Electric Bass：金田一昌吾
  - Electric Giutar：土方隆行
  - Keyboard：井上鑑
  - Percussion：穴井忠臣
  - Acoustic Guitar：吉川忠英
  - Strings：加藤ジョーグループ
  - Trombone：新井英治
  - Trumpet：羽島幸次
  - Flute：江藤幸雄
  - Alto Sax：村岡健
  - Baritone Sax：砂原俊三
  - Chorus：梅垣達志、尾形道子
- 癪な夜には
  - Drums：島村英二
  - Electric Bass：後藤次利
  - Electric Giutar：松原正樹
  - Keyboard：山田秀利
  - Acoustic Guitar：吉川忠英
  - Strings：トマス・ストリングス
- ミスター・シャドウ
  - Drums：山木秀夫
  - Electric Bass：長岡道夫
  - Electric Giutar：直居隆雄
  - Keyboard：栗林稔
  - Percussion：能見義徳
  - Chorus：（フリーザー）松木美音、浜岡万紗子、西崎玲子
- オリエンタル・スピリット
  - Drums：林立夫
  - Electric Bass：清水健司
  - Electric Giutar：松原正樹
  - Keyboard：井上鑑
  - Percussion：斎藤ノブ
  - Acoustic Guitar：笛吹利明
  - Chorus：尾形道子、芹沢広明、伊集加代子
- 気分はケセラセラ
  - Drums：高橋幸宏
  - Electric Bass：細野晴臣
  - Electric Giutar：大村憲司
  - Keyboard：坂本龍一
  - Trumpet：数原晋グループ
  - Trombone：新井英治
  - Sax：村岡健
  - Frute：江藤幸雄
  - Strings：多グループ
  - Chorus：EVE
- ゴーイン・バック・トゥ・チャイナ
  - Drums：市原康
  - Electric Bass：金田一昌吾
  - Electric Giutar：土方隆行
  - Keyboard：井上鑑
  - Percussion：穴井忠臣
  - Acoustic Guitar：吉川忠英
  - Strings：加藤ジョーグループ
  - Trombone：新井英治
  - Trumpet：羽島幸次
  - Flute：江藤幸雄
  - Alto Sax：Jake Conception
  - Tenor Sax：村岡健
  - Baritone Sax：砂岡俊三
  - Chorus：梅垣達志、尾形道子
- アラビアン・ドリーム
  - Drums：島村英二
  - Electric Bass：後藤次利
  - Electric Giutar：松原正樹
  - Keyboard：山田秀利
  - Acoustic Guitar：吉川忠英
  - Strings：トマス・ストリングス
- 掟
  - Drums：林立夫
  - Electric Bass：清水健司
  - Electric Giutar：松原正樹
  - Keyboard：井上鑑
  - Percussion：斎藤ノブ
  - Acoustic Guitar：笛吹利明
  - Chorus：尾形道子、芹沢広明、伊集加代子
- サバンナ・サンセット
  - Drums：宮崎全弘
  - Electric Bass：多田文信
  - Electric Giutar：松下誠
  - Keyboard：松田まさと
  - Percussion：鳴島英治
  - Strings：加藤ジョーグループ
  - Violin：白石健二

## 発売履歴
| 発売日         | レーベル             | 規格           | 規格品番   | 備考                                           |
| -------------- | -------------------- | -------------- | ---------- | ---------------------------------------------- |
| 1980年12月     | ポリドール・レコード | LP             | 28MX-1019  |                                                |
| 2017年2月8日   | MEG-CD               | CD-R           | MSCL-60993 |                                                |
| 2017年12月20日 | BRIDGE               | CD（紙ジャケ） | BRIDGE-251 | 2017年最新リマスタリング/ボーナストラック 10曲 |